# Helvécia
Helvécia je veliko selo u središnjoj Mađarskoj.
Zauzima površinu od 73,66 km četvornih.

## Zemljopisni položaj
Nalazi se u regiji Južni Alföld, na 46°50' sjeverne zemljopisne širine i 19°37' istočne zemljopisne dužine, 5 km jugozapadno od Kečkemeta.

## Upravna organizacija
Upravno pripada kečkemetskoj mikroregiji u Bačko-kiškunskoj županiji. Poštanski broj je 6034.

## Promet
Kroz Helvéciju prolaze dvije pruge, Kalača-Kečkemet (na jugoistoku) i pruga Fülöpszállás – Kečkemet (na sjeverozapadu), gdje je i željeznička postaja.

## Stanovništvo
U Helvéciji živi 4.160 stanovnika (2001.).

## Pobratimstva
- Simach
- Zatín
- Vršac
- Cârţa

## Vanjske poveznice
- (mađ.) Helvécia Önkormányzatának honlapja
- (mađ.) Helvécia a Vendégvárón  Arhivirana inačica izvorne stranice od 23. svibnja 2005. (Wayback Machine)